# Freddy Scherer
Freddy Scherer (* 12. Januar 1960 in Ludwigshafen am Rhein) ist ein ehemaliger deutscher Ringer.

## Werdegang
Freddy Scherer ist der älteste von drei Brüdern (Freddy, Bernd und Markus Scherer), die in Ludwigshafen am Rhein aufwuchsen und Ende der 1960er Jahre dort mit dem Ringen begannen. Ihr erster Trainer war Walter Gehring, ein Neffe von Justin Gehring, der in jenen Jahren eine ganze Reihe von jungen Ringern aus dem Ludwigshafener Raum zu Weltklasseringern formte. Freddy gehörte von frühester Jugend an in der jeweiligen Altersgruppe zu den besten Ringern Deutschlands. So wurde er 1972 deutscher Schülermeister (Altersgruppe bis zum 14. Lebensjahr) in der Klasse bis 25 kg Körpergewicht im griechisch-römischen Stil, dem Stil, den er ausschließlich rang. 1976, 1977 und 1978 wurde er deutscher Jugendmeister und 1977, 1978, 1979 und 1980 deutscher Juniorenmeister im Papiergewicht (bis 48 kg Körpergewicht). 1979, 1980, 1982 und 1988 wurde Freddy auch deutscher Meister bei den Senioren im Papiergewicht.
Seit 1978 startete Freddy auch mit guten Erfolgen auf internationalen Meisterschaften. Er, der ein technisch brillanter Ringer war, hatte damit zu kämpfen, dass nach 1980 auch seine Brüder Bernd und Markus zu Weltklasseathleten gereift waren und wie er internationale Erfolge nur im Papiergewicht (bis 48 kg Körpergewicht) erzielen konnten. Da alle drei auch außerdem nur im griechisch-römischen Stil rangen, machten sie sich praktische gegenseitig Konkurrenz. Selbst wenn einer von ihnen in das Fliegengewicht (bis 52 kg Körpergewicht) auswich, war immer noch „einer zuviel an Bord“.
Die besten Resultate, die Freddy auf internationaler Ebene erzielte, waren der Gewinn der Jugend-Weltmeisterschaft 1979 in Colorado Springs, an der freilich keine Ringer aus den Ostblockstaaten beteiligt waren, sowie ein guter 4. Platz bei der Europameisterschaft 1980 in Prievidza, sowie zwei sechste Plätze bei den Europameisterschaften 1982 in Warna und 1988 in Kolbotn/Norwegen. Seine größten Einzelerfolge waren dabei Siege über den späteren Olympiasieger Vincente Maenza aus Italien und den späteren mehrfachen Weltmeister Konstantin Alexandru aus Rumänien.
Freddy gehörte zu Beginn seiner Ringerlaufbahn der KSG Ludwigshafen an, wechselte aber dann zum KSV Wiesental, bei dem er 1985 auch zum Gewinn der deutschen Mannschaftsmeisterschaft beitrug.

## Internationale Erfolge
(alle Wettbewerbe im griechisch-römischen Stil, WM = Weltmeisterschaft, EM = Europameisterschaft,  Papiergewicht (auch als Halbfliegengewicht bezeichnet), damals bis 48 kg, Fliegengewicht, damals  52 kg Körpergewicht)
| Jahr | Platz | Wettbewerb                                                          | Gewichtsklasse | |
| 1978 | 1.    | Junioren-WM (Juniors) in Colorado Springs                           | Papier         | vor Gose, USA, und Montfort, Niederlande |
| 1978 | 1.    | Meisterschaft der EG-Staaten in Arnheim                             | Papier         | vor Vincenzo Maenza, Italien |
| 1978 | 6.    | Junioren-EM (Juniors) in Oulu                                       | Papier         | hinter Totio Andonow, Bulgarien, Timor Taimuras Kasarasaschwili, UdSSR, Roman Kierpacz, Polen, Vaclav Janota, Tschechoslowakei, und Giuseppe Caltabiano, Italien |
| 1979 | 2.    | Junioren-WM (Espoirs) in Haparanda                                  | Papier         | hinter Timor Taimuras Kasarasaschwili, und vor Uwe Baumann, DDR, Kanteo Kyllönen, Finnland, und Ikuzo Saito, Japan                                               |
| 1979 | 7.    | EM in Bukarest                                                      | Papier         | nach Niederlagen gegen Anatoli Bosin, UdSSR, und Salih Bora, Türkei                                                                                              |
| 1980 | 1.    | Meisterschaft der EG-Staaten in Sønderborg                          | Papier         | vor Ronny Persson, Schweden, Thierry Bourdin, Frankreich, und John van dem Bosch, Niederlande                                                                    |
| 1980 | 4.    | EM in Bukarest                                                      | Papier         | mit Siegen über Vincenzo Maenza und Constantin Alexandru, Rumänien, und Niederlagen gegen Roman Kierpacz und Totio Andonow                                       |
| 1981 | 7.    | WM in Oslo                                                          | Papier         | mit einem Sieg über Abdulkarim Kakakaji, Iran, und Niederlagen gegen Salih Bora und Fumikazu Sasaki, Japan                                                       |
| 1982 | 2.    | Großer Preis der Bundesrepublik Deutschland in Freiburg im Breisgau | Papier         | hinter Wassili Anikin, UdSSR, und vor Bernd Scherer, BRD |
| 1982 | 6.    | EM in Warna                                                         | Papier         | hinter Wassili Anikin, Csaba Vadász, Ungarn, Totio Andonow, Jon Rønningen, Norwegen, und Salih Bora                                                              |
| 1988 | 6.    | EM in Kolbotn/Norwegen                                              | Papier         | mit einem Sieg über Georgios Nikitas, Griechenland, und Niederlagen gegen Lars Rønningen, Norwegen, und Fuat Yıldız, Türkei                                      |

## Deutsche Meisterschaften
| Jahr | Platz | Gewichtsklasse | Ergebnis                                                                    |
| 1978 | 3.    | Papier         | hinter Hans Eglseer, Bad Reichenhall, und Jürgen Kleer, Köllerbach          |
| 1979 | 1.    | Papier         | vor Jürgen Kleer und Walter Wölfelschneider, Obernburg                      |
| 1980 | 1.    | Papier         | vor Bernd Scherer, Wiesental, und Christoph Hellmann, Köllerbach            |
| 1982 | 1.    | Papier         | vor Markus Scherer, Wiesental, und Volker Eller, Mülheim an der Ruhr-Styrum |
| 1984 | 2.    | Papier         | hinter Bernd Scherer und vor Ingo Kohler, TuS Adelhausen                    |
| 1985 | 2.    | Papier         | hinter Bernd Scherer und vor Roger Press, Freiburg-Haslach                  |
| 1986 | 2.    | Papier         | hinter Rosario Schmitt, Schifferstadt, und vor Mario Lauer, Lahr-Kuhbach    |
| 1988 | 1.    | Papier         | vor Frank Heinzelbecker, KSV Sulzbach, und Bodo Englert, Aschaffenburg-Damm |